# Unseen Academicals
Unseen Academicals är en bok skriven av Terry Pratchett. Den handlar om att sporten fotboll har kommit till Ankh-Morpork, men inte Jordens fotboll utan istället en sorts fotboll med spetsiga hattar som målstolpar och bollar som glöder, och att trollkarlarna på Osynliga Universitetet måste vinna en fotbollsmatch utan att använda magi.